# Lluís V de França
Lluís V (c. 967 - 21 de maig de 987), anomenat l'Indolent (en francès, Louis le Fainéant), fou rei de França durant uns mesos de l'any 987 abans de la seva prematura mort. Fill del rei Lotari i Emma d'Itàlia, filla del rei Lotari II d'Itàlia, fou el darrer monarca de la dinastia carolíngia.
Lluis fou coronat el juny del 979 però no va assolir el poder fins a la mort de Lotari el 986. Lluís V fou el darrer rei de França d'origen carolingi i va regnar a Laon del 2 de març del 986 fins a la seva mort, amb 20 anys, el 987. Possiblement a causa d'haver regnat menys d'un any els biògrafs medievals li van atribuir el sobrenom de qui nihil fecit, és a dir, "que no va fer res".
Es va casar amb la vídua Adelaida d'Anjou el 980 a Brioude, on els van coronar reis d'Aquitània. Hi havia una important diferència d'edat entre els membres de la parella i no van tenir fills. El matrimoni va estar desavingut des d'un començament, la reina se'n va separar i el 982 va fugir cap a Arles.
El rei havia heretat una batalla entre els reis escollits de la seva línia paterna, que s'havia vist interrompuda dues vegades per membres de la dinastia Capet, i la casa de l'emperador del Sacre Imperi, Otó I. Com a defensor de Roma, Otó tenia el poder de nomenar clergues en territori carolingi, i els que ell nomenava no donaven suport als carolingis.
Un enemic concret era Adalberon, arquebisbe de Reims, a qui Otó I havia concedit aquesta poderosa arxidiòcesi. En temps de Lotari, Adalberon va intentar negociar una aliança entre les dues cases, però el pacte va fallar i Lotari el va acabar jutjant per traïció el 986 (poc després, moriria Lotari). Lluís V en va heretar el tron. La vídua de Lotari, Emma, es va casar amb un descendent d'Otó I, i Lluís V va tornar a acceptar Adalberon.
Lluís V va morir als darreres dies de maig del 987. Va ser fruit d'un accident o, tal vegada, enverinat per la seva mare. En el moment de morir, jutjava altra vegada Adalberon per traïció. No va deixar cap hereu legítim. Per tant, el seu oncle Carles, duc de la Baixa Lorena, va ser proposat com a successor al tron. Tanmateix, el clergat, amb Adalberon i Gerbert (que esdevindria el Papa Silvestre II), van defensar amb eloqüència la candidatura d'Hug Capet, de sang noble però que havia demostrat el que valia en accions militars. Capet va ser escollit al tron dels francs i Adalberon el va coronar (això va passar en els dos mesos successius a la mort del rei Lluís V). D'aquesta manera acabava la dinastia carolíngia i s'iniciava la capetiana.